# Crisoberil
El crisoberil és un mineral de la classe dels òxids. Rep el seu nom del grec χρυσός, daurat, i βήρυλλος, beril, en al·lusió al seu color.

## Característiques
El crisoberil és un òxid de fórmula química BeAl₂O₄. Cristal·litza en el sistema ortoròmbic. Forma cristalls tabulars en {001} o cristalls prismàtics curts al llarg de [100], de fins a 22 centímetres; prominentment estriats en {001}. La seva duresa a l'escala de Mohs és 8,5. El seu anàleg amb crom s'anomena mariinskita.
Segons la classificació de Nickel-Strunz, el crisoberil pertany a «04.BA: Òxids amb proporció Metall:Oxigen = 3:4 i similars, amb cations de mida petita i mitja» juntament amb la manganostibita.

## Varietats
L'alexandrita és una varietat gemma de color verd, degut al seu contingut en crom, que mostra canvi de color sota la llum natural i artificial, de verd a color ametista. Rep aquest nom en honor del tsar Alexandre II de Rússia. La crisolita de Ceilán és el nom que rep el crisoberil groc daurat més comercial. La cymofana és una varietat opalescent, la qual exhibeix una xatoyància blavosa que és causada per cavitats similars a tubs microscòpics o inclusions aciculars de rútil en una orientació paral·lela a l'eix c.

## Formació i jaciments
És característica d'algunes pegmatites de granit associades amb esquistos de mica d'alt grau o zones de reacció en roques ultramàfiques. Sol trobar-se associada a altres minerals com: quars, moscovita, albita, beril, columbita, turmalina, topazi, cianita, estaurolita, fenaquita, apatita o fluorita. Va ser descoberta l'any 1789 al Brasil. Als territoris de parla catalana ha estat descrita al Cap de Creus (Alt Empordà), així com als camps de pegmatites de Cotlliure i Argelers, tots dos municipis a la comarca del Rosselló.